# Shalaya Kipp
Shalaya Kipp (* 19. August 1990 in Salt Lake City, Utah) ist eine ehemalige US-amerikanische Leichtathletin, die sich auf den Hindernislauf spezialisiert hat.

## Sportliche Laufbahn
Shalaya Kipp absolvierte ein Studium an der University of Colorado Boulder und wurde 2012 NCAA-Collegemeisterin über 3000 m Hindernis. Anschließend nahm sie in diesem Bewerb an den Olympischen Sommerspielen in London teil und verpasste dort mit 9:48,33 min den Finaleinzug. Im Jahr darauf schied sie bei den Weltmeisterschaften in Moskau mit 9:45,97 min in der Vorrunde aus und 2015 gewann sie bei den Panamerikanischen Spielen in Toronto in 9:49,96 min die Silbermedaille hinter ihrer Landsfrau Ashley Higginson. Kurz darauf gewann sie auch bei den NACAC-Meisterschaften in San José in 10:03,91 min die Silbermedaille ihrer Landsfrau Higginson. 2019 beendete sie dann ihre aktive sportliche Karriere im Alter von 29 Jahren.

## Persönliche Bestleistungen
- 1500 Meter: 4:13,39 min, 12. Juni 2016 Portland
  - 3000 Meter (Halle): 8:59,85 min, 11. März 2016 in Portland
- 3000 m Hindernis: 9:28,72 min, 7. Juli 2016 in Eugene